# Juliusz Kossak
Juliusz Fortunat Kossak (29. října 1824 Nowy Wiśnicz – 3. února 1899 Krakov) byl polský malíř, kreslíř a ilustrátor.

## Život
Juliův otec Michał Kossak (zemřel 1833) byl majitelem vesnice Knihnin u Stanislavova a soudce postupně v Stanislavově, Wiśniczi a Lvově. Matka Antonina roz. Sobolewska.
Od raného dětství vyrůstal Juliusz ve Lvově a na přání matky vystudoval na Lvovské univerzitě práva. Ve Lvově též začíná vážněji malovat pod dozorem malíře Jana Maszkowského, umělecká studia doplnil pobyty v Paříži (1855–1861) a Mnichově (1868–1869).
Střídavě pobýval ve Lvově a ve Varšavě a po návratu z evropských cest v Krakově. Přátelil se mj. s P. Michałowským, H. Rodakovským a J. Brandtem. Maloval hlavně akvarely, grafiku a často ilustroval časopisy. Byl proslulým malířem koní a bitevních scén.
Byl otcem tří synů a dvou dcer. Dvojčata Wojciech a Tadeusz a syn Szczepan se narodili v Paříži, Zofia a Jadwiga se narodily ve Varšavě. Syn Wojciech a vnuk Jerzy se stali také slavnými malíři, vnučka Zofia Kossak-Szczucka slavnou spisovatelkou a odbojářkou.

## Dílo

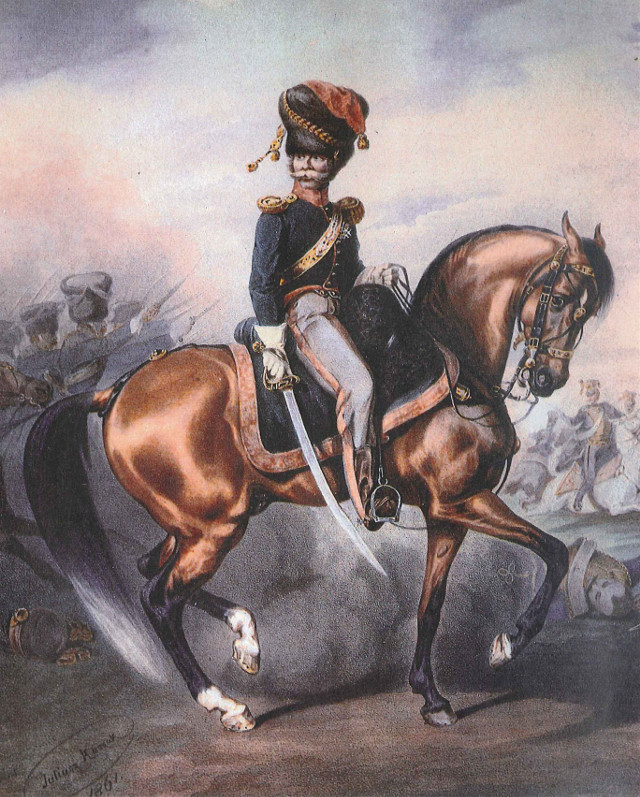
Plukovník Berek Joselewicz (1824–1899).
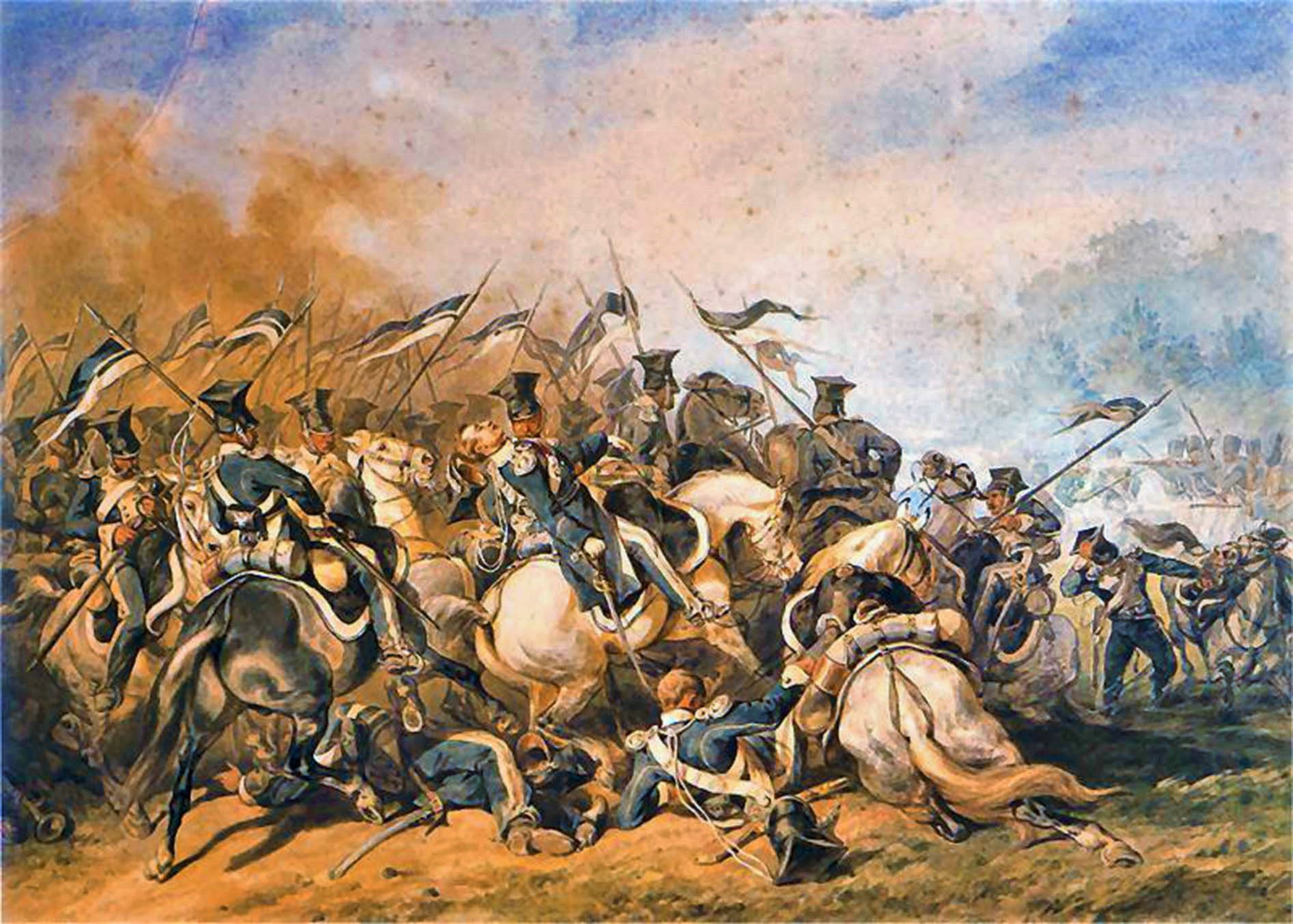
Bitva u Ostrolenky
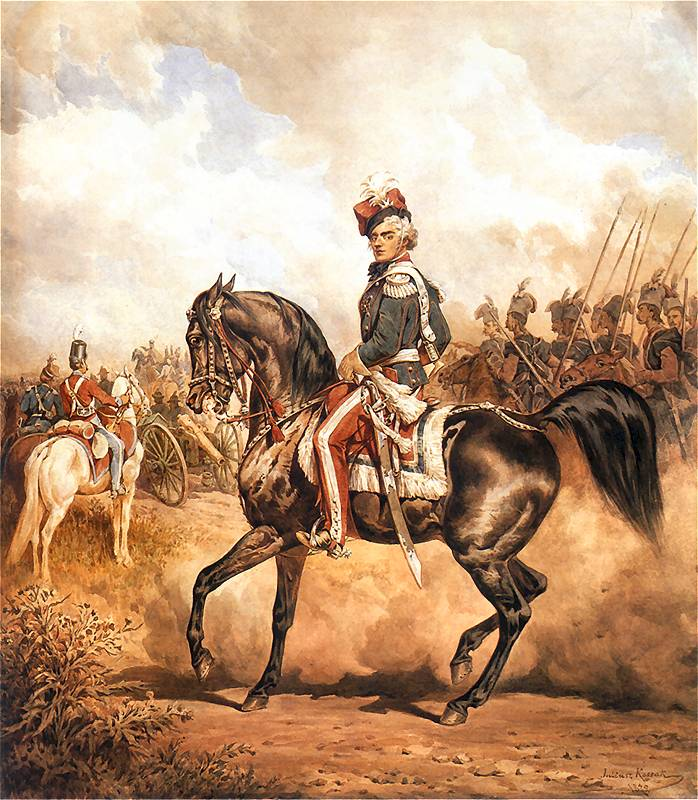
Eustachy Erazm Sanguszko v uniformě národní kavalérie, 1794
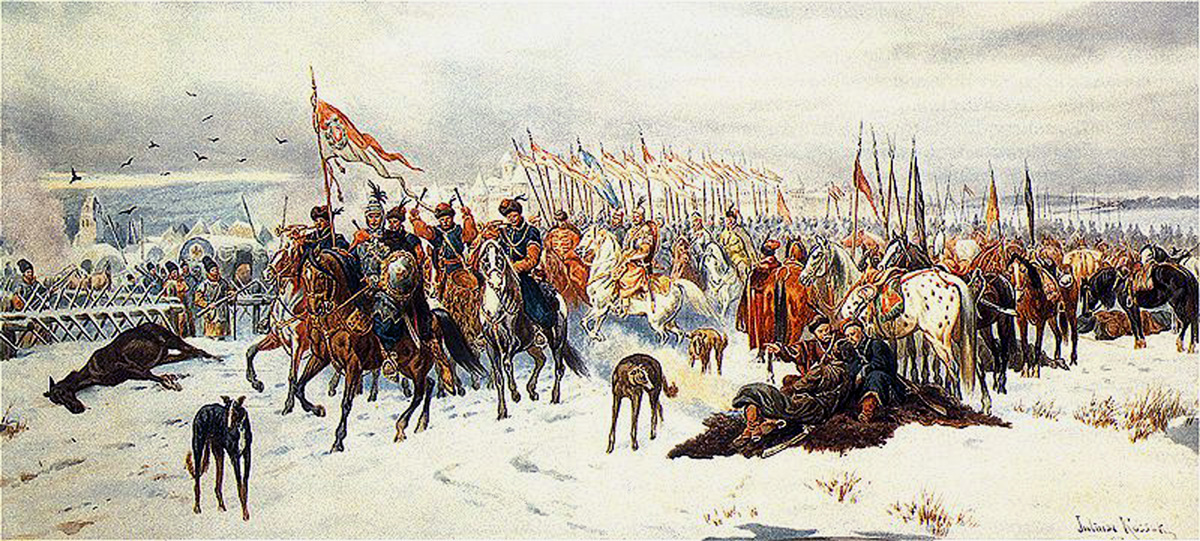
Relief of Smolensk by Polish forces, during the Polish-Muscovite War (1605–1618)
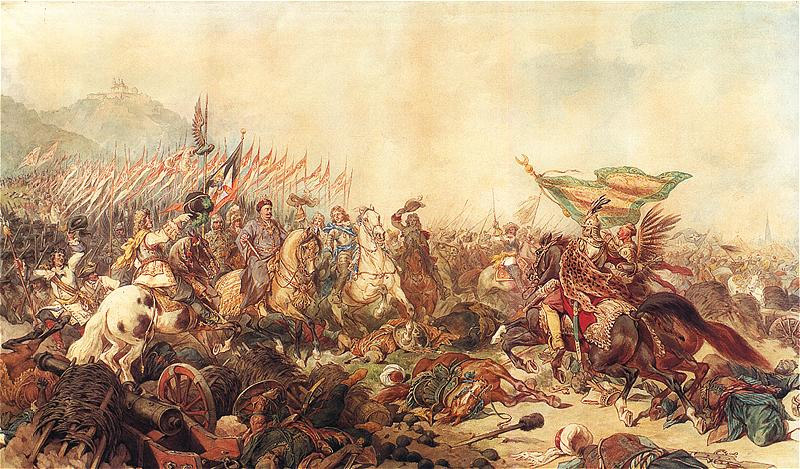
Sobieski u Vídně
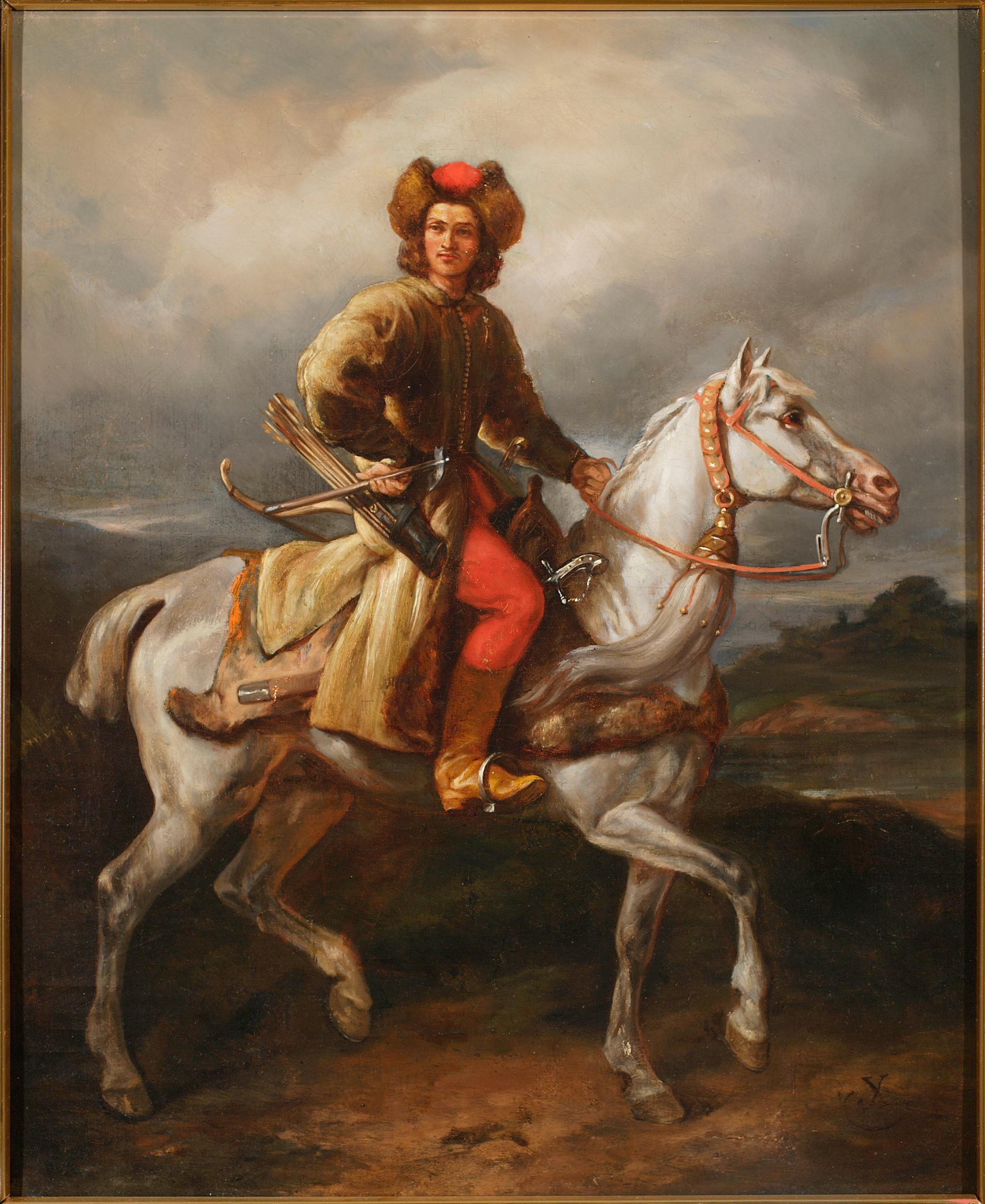
Lisovčík (bojovník hejtmana Lisowského).
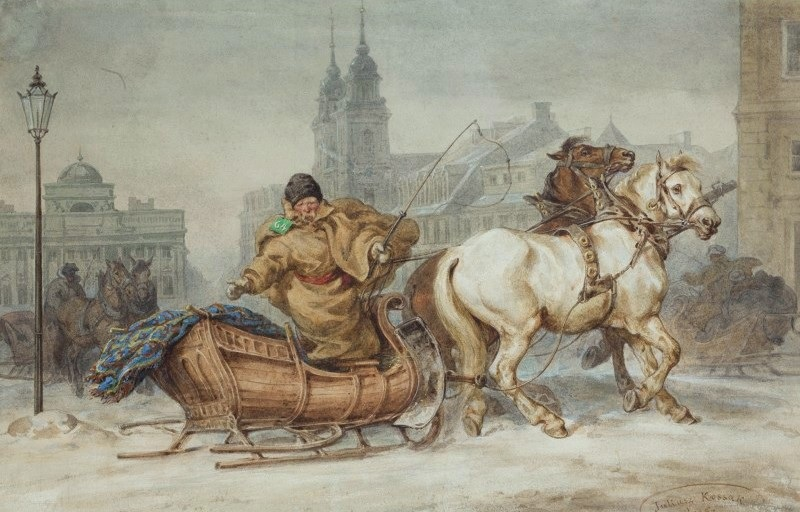
Varšava, cca 1850
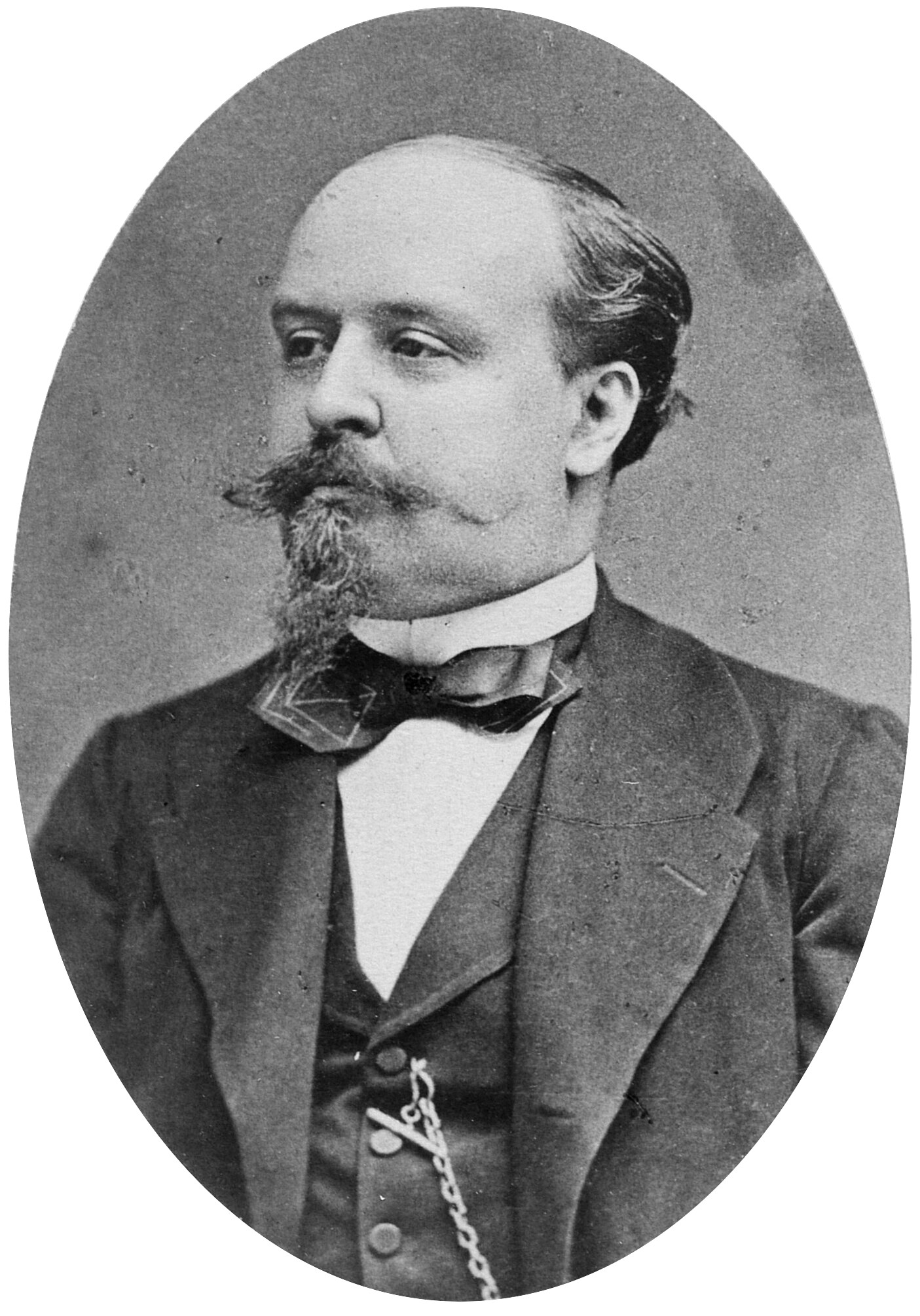
Juliusz Kossak